# Saint-Jean-sur-Couesnon

Saint-Jean-sur-Couesnon este o comună în departamentul Ille-et-Vilaine, Franța. În 1 ianuarie 2018 avea o populație de 1.197 de locuitori.